# Determinazione (psicologia)
In filosofia e psicologia, la determinazione è la forza interiore che aiuta a perseguire i propri obiettivi con costanza e impegno.
La determinazione può essere potenziata da un'emozione positiva, come la gioia. Esiste prima del raggiungimento dell'obiettivo e serve a motivare il comportamento che aiuta a raggiungere il proprio obiettivo, superando gli ostacoli e le difficoltà. La ricerca empirica suggerisce che le persone considerino la determinazione come un'emozione, ma è stata studiata anche con altri termini, come passione ed entusiasmo anticipatorio; questo potrebbe spiegare una delle ragioni della relativa scarsità di ricerche sulla determinazione rispetto ad altre emozioni positive.
Nel campo delle emozioni, gran parte della ricerca si concentra sulle emozioni negative e sui comportamenti che ne derivano. Tuttavia, recenti studi di psicologia positiva descrivono la determinazione come un'emozione positiva, strettamente correlata alla forza di volontà, che favorisce la forza d'animo e la concentrazione mentale, spingendo gli altri a impegnarsi e raggiungere risultati importanti.

## Etimologia
Il termine "determinazione" deriva dal latino dēterminatiō, che significa "limite" o "risultato finale". Deriva dal verbo dētermināre, che significa "limitare; designare", con il suffisso del sostantivo astratto -tiō.